# Karl Friedrich Renk
Karl Friedrich Renk (* 24. Juli 1938 in Schopfheim) ist ein deutscher Physiker und Hochschullehrer. Seine Arbeitsgebiete sind experimentelle Festkörperphysik und Infrarotphysik.

## Leben und Werk
Renk wuchs auf einem Bauernhof in Maulburg auf und machte 1957 am Gymnasium in Schopfheim (heute Theodor-Heuss-Gymnasium Schopfheim) das Abitur. Er studierte Physik an der Albert-Ludwigs-Universität Freiburg, wo er 1962 bei Ludwig Genzel diplomierte (Diplomarbeit: Fabry-Perot-Interferometer und Interferenzfilter für das ferne Infrarot) und 1966 mit der Doktorarbeit: Fern-Infrarot-Absorption durch Gitterschwingungen in reinem und dotiertem Kaliumjodid promoviert wurde. Nach einem Forschungsaufenthalt an der University of Reading in England war er seit 1967 Wissenschaftlicher Assistent bei Klaus Dransfeld an der Technischen Universität München. 1972 folgte er einem Ruf als ordentlicher Professor für Physik an der Universität Regensburg. Karl Renk ist seit 2006 Professor Emeritus.
Forschungsaufenthalte verbrachte er zwischen 1974 und 1992 am Hochfeldmagnetlabor des CNRS und der Max-Planck-Gesellschaft in Grenoble, am Forschungszentrum Jülich, an der Université Scientific et Médicale de Grenoble, der University of California, Los Angeles und der University of Canterbury (Neuseeland). Er war von 1988 bis 1991 Vorsitzender des Fachausschusses Physik der Kondensierten Materie der Deutschen Forschungsgemeinschaft.
Karl Renk entwickelte (zusammen mit Ludwig Genzel) 1961 das erste Fabry-Pérot-Interferometer für das Ferne Infrarot, mit Metallgittern als teildurchlässige Spiegel. Er führte 1972 eine neue Methode zur Detektion von Phononen ein in Zusammenarbeit mit Johann Deisenhofer, der gemeinsam mit Robert Huber und Hartmut Michel 1988 den Nobelpreis für Chemie erhielt für die Bestimmung der dreidimensionalen Struktur eines photosynthetischen Reaktionszentrums. Renk entwickelte an seinem Lehrstuhl in Regensburg abstimmbare Hochdruck-CO2-Laser und damit gepumpte Ferninfrarotlaser. Nach der Entdeckung von supraleitenden Keramiken (später bezeichnet als „Hochtemperatur-Supraleiter“) durch Georg Bednorz und Alex Müller 1986, ausgezeichnet mit dem Nobelpreis 1987, war die Herstellung und Untersuchung von Hochtemperatursupraleitern ein Schwerpunkt des Lehrstuhls. Nationale und internationale Kollaborationen, u. a. mit Wan Chong-Yi (Chinesische Akademie der Wissenschaften), wurden gepflegt. Neue Forschungsprojekte entstanden nach 1989 durch Zusammenarbeit mit Gastforschern aus der ehemaligen Sowjetunion. Eines der Projekte, mit Gregori Golzman und Jewgeni Gerschenzon (Pädagogische Staatliche Universität Moskau), konzentrierte sich auf die Entwicklung von Strahlungsdetektoren (Hot-Electron-Bolometer) für Terahertzstrahlung. Ein zweites Projekt, mit Anatoli Ignatow und Dmitri Paweljew (Radiophysikalisches Forschungsinstitut in Nischni Nowgorod) und Peter Kopjew (Joffe-Institut in Sankt Petersburg), betraf die Herstellung von Halbleiterübergittern und deren Strukturierung zu Bauelementen. Die Bauelemente, basierend auf Bloch-Oszillationen von Elektronen, dienten der Erzeugung und Detektion von Subterahertz- und Terahertzstrahlung. Gastprofessoren am Lehrstuhl, insbesondere Robert Otto Pohl, Theodore Holstein und Leonid Keldysch, bereicherten die wissenschaftlichen Arbeiten.
Karl Renk initiierte den bayerischen Forschungsverbund FORSUPRA (1991 bis 1997) der Bayerischen Forschungsstiftung und war dessen Sprecher. Er war von 2000 bis 2003 Sprecher des Graduiertenkollegs Nichtlinearität und Nichtgleichgewicht in kondensierter Materie. Renk engagierte sich beim Aufbau der Fakultät Physik und des Instituts für Experimentelle und Angewandte Physik und als Mitglied des Haushaltsausschusses und des Senats bei der Entwicklung der Universität Regensburg. Karl Renk war 1988 Erskine Fellow of the University of Canterbury.

## Ehrenamtliche Tätigkeit
- 1985–1994: Mitglied des Preiskomitees des Walter-Schottky-Preises für Festkörperforschung
- 1987–1990: Mitglied im Forschungsbeirat des Max-Planck-Instituts für Festkörperforschung in Stuttgart
- 1988–1991: Vorsitzender des Fachausschusses Physik der Kondensierten Materie der  Deutschen Forschungsgemeinschaft
- 1995–2006: Mitglied des Redaktionsbeirates des Forschungsmagazins der Universität Regensburg: Blick in die Wissenschaft[5]
- 2004–2016: Mitglied des Auswahlkomitees des Ludwig-Genzel-Preises[6]

## Schriften

### Lehrbücher
- Basics of Laser Physics. For Students of Science and Engineering. Springer, Berlin, Heidelberg (2012). 2. Auflage 2017. ISBN 978-3-319-50650-0

### Buchartikel (Auswahl)
- Detection of high-frequency phonons by induced fluorescence. In: Nonequilibrium Phonons in Nonmetallic Crystals. Herausgeber: W. Eisenmenger, A. A. Kaplyanski; Elsevier Science Publications, 1986; S. 277–316. ISBN 0-444-86989-1
- Far-infrared spectroscopy of high temperature superconductors. In: Studies of High Temperature Superconductors. Vol. 10. Herausgeber: A. Narlikar; Nova Science Publishers, 1992; S. 25–55. ISBN 1-56072-087-5

### Publikationen in wissenschaftlichen Zeitschriften (Auswahl)
- K. F. Renk, L. Genzel: Interference filters and Fabry-Perot interferometers for the far-infrared. Applied Optics 1, 1962; S. 643–648.
- K. F. Renk, J. Deisenhofer: Imprisonment of resonant phonons observed with a new technique for the detection of 1012-Hz phonons. Physical Review Letters 26, 1971; S. 764–766.
- G. Busse, K. F. Renk: Spectroscopic depth analysis by thermal wave transmission for nondestructive evaluation. Applied Physics Letters 42, 1983; S. 366–370.
- U. Happek, T. Holstein, K. F. Renk: Spectral-spatial diffusion of resonantly trapped phonons. Physical Review Letters 54, 1985; S. 2091–2094.
- U. Werling, K. F. Renk, Wan Chong-Yi: Tuning characteristics of a uv preionized 20-atmosphere CO2 laser. International Journal of Infrared and Millimeter Waves 5, 1985; S. 449–457.
- J. Schützmann, W. Ose, J. Keller, K. F. Renk, B. Roas, L. Schultz, Georg Saemann-Ischenko: Far-infrared reflectivity and dynamical conductivity of an epitaxial YBa2Cu3O7-δ thin film. In: Europhysics Letters. 8, 1989, S. 679–684.
- A. D. Semenov, G. N. Gol'tsman, I. G. Gogidze, A. V. Sergeev, E. M. Gershenzon, P. T. Lang, K. F. Renk: Subnanosecond photoresponse of a YBa2Cu3O7 thin film to infrared and visible radiation by quasiparticle induced suppression of superconductivity. Applied Physics Letters 60, 1992; S. 903–907.
- A. A. Ignatov, K. F. Renk, E. P. Dodin: Esaki-Tsu superlattice oscillator: Josephson-like dynamics of carriers. Physical Review Letters 70, 1993; S. 1996–1999.
- J. Grenzer, A. A. Ignatov, E. Schomburg, K. F. Renk, D. G. Pavel'ev, Yu. Koschurinov, B. Melzer, S. Ivanov, S. Schaposchnikov, P. S. Kop'ev: Microwave oscillator based on Bloch oscillations of electrons in a semiconductor superlattice. Annalen der Physik 4, 1995; S. 184–190.
- K. Hofbeck, J. Grenzer, E. Schomburg, A. A. Ignatov, K. F. Renk, D. G. Pavel'ev, Yu. Koschurinov, B. Melzer, S. Ivanov, S. Schaposchnikov, P. S. Kop'ev: High-frequency self-sustained current oscillation in an Esaki-Tsu superlattice monitored via microwave emission. Physics Letters A 218, 1996; S. 349–353.
- F. Klappenberger, A. A. Ignatov, S. Winnerl, E. Schomburg, W. Wegscheider, K. F. Renk: Broadband semiconductor superlattice detector for terahertz radiation. Applied Physics Letters 78, 2001; S. 1673–1677.
- K. F. Renk, B. I. Stahl: Operation of a semiconductor superlattice oscillator. Physics Letters A 375, 2011; S. 2644–2651.

### Sonstige Publikationen
- K. F. Renk, Schwebende Magnete und Strom ohne Widerstand, Hochtemperatur-Supraleiter, Blick in die Wissenschaft, Heft 2, 1993, S. 58–65.[7]
- M. Cardona, R. Geick, K. F. Renk, Nachruf auf Ludwig Genzel, Physik Journal, Band 9, 2003, S. 62.[8]